# Perilampus vexator
Perilampus vexator är en stekelart som beskrevs av Nikol'skaya 1952. Perilampus vexator ingår i släktet Perilampus och familjen gropglanssteklar. Inga underarter finns listade i Catalogue of Life.